# Pieter Knapen
Pieter Knapen (10 juni 1959) is een Belgisch bestuurder en voormalig journalist en redacteur.

## Levensloop
Knapen studeerde godsdienstwetenschappen en politieke en sociale wetenschappen aan de Katholieke Universiteit Leuven. 
Vanaf 1988 werkte hij voor de BRT, eerst als radiojournalist. In 1992 versloeg hij de troepenontplooiing van de VN-vredesmacht in Somalië. Hij publiceerde hierover ook het boek Somalië: Restore Hope. Een land tussen hoop  en vrees (1993). Hij was jarenlang interviewer en eindredacteur bij Voor de dag bij Radio 1. In 2001 werd hij eindredacteur van het ochtendnieuws op de radio, in 2004 hoofdredacteur van de online redactie. Vervolgens leidde hij van 2007 tot 2009 als algemeen hoofdredacteur de hoofdredactie van de Vlaamse Radio- en Televisieomroep. In 2009 werd hij strategisch verantwoordelijke kwaliteitszorg voor de VRT en werd hij opgevolgd door Liesbet Vrieleman. In die functie zetelde hij ook in de Vlaamse Raad voor de Journalistiek. In april 2010 verliet Knapen de VRT.
Hij stapte over naar de KU Leuven, om er directeur te worden van de communicatiedienst. In september 2013 werd hij door de KU Leuven ontslagen. De communicatiedienst werd ook opgesplitst en de directeursfunctie werd geschrapt als deel van een reorganisatie van de rectorale diensten. Eind november 2013 kondigde het Vlaams Agentschap voor Onderwijscommunicatie aan dat Knapen op 2 december 2013 directeur werd van KlasCement, een Vlaamse educatieve portaalsite. Hij volgde er Hans De Four op.
Op 1 juli 2014 werd hij secretaris-generaal en ombudsman van de Raad voor de Journalistiek.
- International Standard Name Identifier: 0000 0000 4164 0486
- Library of Congress Control Number: no96068819
- Nederlandse Thesaurus van Auteursnamen: 105212776
- Virtual International Authority File: 58679510
- WorldCat: E39PBJpv7ByWHgDk6Y4qX8Pfbd